# Botryllus promiscuus
Botryllus promiscuus är en sjöpungsart som beskrevs av Shunki Okuyama och Saito 2002. Botryllus promiscuus ingår i släktet Botryllus och familjen Styelidae. Inga underarter finns listade.